# Justizmord
A justizmord (ejtsd: [juszticmord]) súlyos bírói tévedés a vádlott rovására; ártatlan ember elítélése, halálbüntetés téves bírói ítélet alapján.
Német nyelven a Reichspostreuter 1783. január 4-i számában volt olvasható nyomtatásban a Justizmord kifejezés, ezzel a minősítéssel számol be cikkében August Ludwig von Schlözer a boszorkánynak mondott Anna Göldi kivégzéséről.  Schlözer szóhasználata csak azokra az esetekre szorítkozik, amikor egyúttal tudatos visszaélésről is szó van.
Korábban, 1777-ben, már Voltaire is használta a rokon assassins juridiques minősítést II. Frigyeshez intézett levelében.

## A szó eredete
Német eredetű szó, tkp. ‘bírósági gyilkosság’, a német Justiz ‘igazságszolgáltatás’ és Mord ‘gyilkosság’ elemekből.